# Persone di nome Marianne
| Questa pagina contiene informazioni ricavate automaticamente dalle voci biografiche con l'ausilio del template Bio e di un bot. L'aggiornamento è periodico e automatico e ricostruisce completamente la pagina. Se manca una persona in questa lista, sei pregato di non aggiungerla, ma accertati piuttosto che la sua voce biografica contenga il template Bio e che i dati anagrafici siano correttamente compilati. Se il template Bio manca, inseriscilo tu stesso o, in alternativa, metti l'avviso {{tmp\|Bio}} che ne segnala la mancanza. Se i dati riportati sono sbagliati, correggi direttamente la voce biografica; le modifiche saranno visibili in questa lista entro pochi giorni. Per chiarimenti vedi il progetto antroponimi. La lista contiene solo le 99 persone che sono citate nell'enciclopedia e per le quali è stato implementato correttamente il template Bio. Pagina aggiornata al 6 ago 2025. |

Questa è una lista di persone presenti nell'enciclopedia che hanno il nome Marianne, suddivise per attività principale.

## Artiste(1)
- Marianne Tischler, artista austriaca (Vienna, n. 1918 - Venezia, † 2010)

## Atlete paralimpiche(1)
- Marianne Buggenhagen, ex atleta paralimpica tedesca (Ueckermünde, n. 1953)

## Attiviste(1)
- Marianne Hainisch, attivista austriaca (Baden, n. 1839 - Vienna, † 1936)

## Attrici(11)
- Marianne Aminoff, attrice svedese (Uddevalla, n. 1916 - Stoccolma, † 1984)
- Marianne Denicourt, attrice francese (Parigi, n. 1963)
- Marianne Hold, attrice tedesca (Johannisburg, n. 1933 - Lugano, † 1994)
- Marianne Hoppe, attrice tedesca (Rostock, n. 1909 - Siegsdorf, † 2002)
- Marianne Jean-Baptiste, attrice britannica (Londra, n. 1967)
- Marianne Koch, attrice tedesca (Monaco di Baviera, n. 1931)
- Marianne Leone, attrice statunitense (Boston, n. 1952)
- Marianne McAndrew, attrice statunitense (Cleveland, n. 1942)
- Marianne Rendón, attrice statunitense (n. 1990)
- Marianne Sägebrecht, attrice tedesca (Starnberg, n. 1945)
- Marianne von Willemer, attrice e poetessa austriaca (Linz, n. 1784 - 6 dicembre, † 1860)

## Calciatrici(1)
- Marianne Pettersen, ex calciatrice norvegese (Oslo, n. 1975)

## Cantanti(8)
- Marianne Faithfull, cantante e attrice britannica (Londra, n. 1946 - Londra, † 2025)
- Marianne Flynner, cantante svedese (Stoccolma, n. 1954)
- Nanne Grönvall, cantante svedese (Stoccolma, n. 1962)
- Marianne Mendt, cantante e attrice austriaca (Vienna, n. 1945)
- Marianne Oswald, cantante e attrice francese (Sarreguemines, n. 1901 - Limeil-Brevannes, † 1985)
- Marianne Rosenberg, cantante tedesca (Berlino, n. 1955)
- Poly Styrene, cantante e musicista britannica (Bromley, n. 1957 - Sussex, † 2011)
- Marianne Weber, cantante olandese (Utrecht, n. 1955)

## Cantanti liriche(2)
- Marianne Golz, cantante lirica e attrice austriaca (Vienna, n. 1895 - Praga, † 1943)
- Marianne Tromlitz, cantante lirica e pianista tedesca (Greiz, n. 1797 - † 1872)

## Cantautrici(1)
- Marianne Mirage, cantautrice italiana (Cesena, n. 1989)

## Cavallerizze(1)
- Marianne Gossweiler, cavallerizza svizzera (Schaffhausen, n. 1943)

## Cestiste(3)
- Marianne Lindahl, ex cestista svedese (Stoccolma, n. 1957)
- Marianne Mäkelä, ex cestista finlandese (Nokia, n. 1961)
- Marianne Stanley, ex cestista e allenatrice di pallacanestro statunitense (Yeadon, n. 1954)

## Cicliste su strada(1)
- Marianne Vos, ciclista su strada, pistard e ciclocrossista olandese (Wijk en Aalburg, n. 1987)

## Contralti(1)
- Marianne Brandt, contralto austriaco (Vienna, n. 1842 - Vienna, † 1921)

## Designer(1)
- Marianne Brandt, designer, fotografa e scultrice tedesca (Chemnitz, n. 1893 - Kirchberg, † 1983)

## Economiste(1)
- Käthe Leichter, economista, attivista e politica austriaca (Vienna, n. 1895 - Ravensbrück, † 1942)

## Filantrope(1)
- Marianne Bernadotte, filantropa e attrice svedese (Helsingborg, n. 1924 - Stoccolma, † 2025)

## Fondiste(2)
- Marianne Dahlmo, ex fondista norvegese (Bodø, n. 1965)
- Marianne Edfeldt, ex fondista svedese

## Fotografe(2)
- Marianne Breslauer, fotografa tedesca (Berlino, n. 1909 - Zollikon, † 2001)
- Marianne Sin-Pfältzer, fotografa tedesca (Hanau, n. 1926 - Nuoro, † 2015)

## Ginnaste(1)
- Marianne Noack, ex ginnasta tedesca (n. 1951)

## Giocatrici di curling(1)
- Marianne Aspelin, giocatrice di curling norvegese (Oslo, n. 1966)

## Golfiste(1)
- Marianne Skarpnord, golfista norvegese (Sarpsborg, n. 1986)

## Hockeiste su prato(1)
- Miek van Geenhuizen, hockeista su prato olandese (Eindhoven, n. 1981)

## Illustratrici(1)
- Marianne North, illustratrice e naturalista britannica (Hastings, n. 1830 - Alderley, † 1890)

## Maratonete(1)
- Marianne Dickerson, maratoneta statunitense (St. Joseph, n. 1960 - † 2015)

## Modelle(2)
- Marianne Cruz, modella dominicana (Salcedo, n. 1985)
- Marianne Puglia, modella e personaggio televisivo venezuelana (La Victoria, n. 1985)

## Nuotatrici(6)
- Marianne Aeschbacher, nuotatrice artistica francese (Tolosa, n. 1970)
- Marianne Heemskerk, ex nuotatrice olandese (Rotterdam, n. 1944)
- Marianne Kriel, ex nuotatrice sudafricana (n. 1971)
- Marianne Limpert, ex nuotatrice canadese (Matagami, n. 1972)
- Marianne Lundquist, nuotatrice svedese (Karlskoga, n. 1931 - † 2020)
- Marianne Muis, ex nuotatrice olandese (Amsterdam, n. 1968)

## Orientiste(1)
- Marianne Andersen, orientista norvegese (Drammen, n. 1980)

## Pallamaniste(1)
- Marianne Rokne, ex pallamanista norvegese (Bergen, n. 1978)

## Pallavoliste(1)
- Marianne Steinbrecher, pallavolista brasiliana (San Paolo, n. 1983)

## Pattinatrici di short track(1)
- Marianne St-Gelais, pattinatrice di short track canadese (Roberval, n. 1990)

## Pesiste(2)
- Marianne Adam, ex pesista tedesca (Luckenwalde, n. 1951)
- Marianne Werner, pesista e discobola tedesca (Dülmen, n. 1924 - Dortmund, † 2023)

## Pianiste(1)
- Marianne Kirchgeßner, pianista tedesca (Bruchsal, n. 1769 - Sciaffusa, † 1808)

## Pilote automobilistiche(1)
- Marianne Hoepfner, ex pilota automobilistica e pilota di rally francese (Bourg-en-Bresse, n. 1944)

## Pittrici(4)
- Marianne Gábor, pittrice e illustratrice ungherese (Budapest, n. 1917 - Budapest, † 2014)
- Marianne Loir, pittrice francese (Parigi, n. 1705 - Parigi, † 1783)
- Marianne Stokes, pittrice austriaca (Graz, n. 1855 - Londra, † 1927)
- Marianne von Werefkin, pittrice russa (Tula, n. 1860 - Ascona, † 1938)

## Poetesse(1)
- Marianne Moore, poetessa e scrittrice statunitense (Kirkwood, n. 1887 - New York City, † 1972)

## Politiche(3)
- Marianne Thieme, politica olandese (Ede, n. 1972)
- Marianne Thyssen, politica belga (Sint-Gillis-Waas, n. 1956)
- Marianne Williamson, politica e scrittrice statunitense (Houston, n. 1952)

## Produttrici cinematografiche(1)
- Marianne Maddalena, produttrice cinematografica statunitense (Lansing, n. 1957)

## Psicoanaliste(1)
- Marianne Rie Kris, psicoanalista austriaca (Vienna, n. 1900 - Londra, † 1980)

## Psicologhe(1)
- Marianne Kleiner-Schläpfer, psicologa e politica svizzera (Gossau, n. 1947)

## Registe teatrali(1)
- Marianne Elliott, regista teatrale britannica (Londra, n. 1966)

## Sciatrici alpine(10)
- Marianne Aam, ex sciatrice alpina norvegese (n. 1966)
- Marianne Abderhalden, ex sciatrice alpina svizzera (Wildhaus, n. 1986)
- Marianne Bréchu, ex sciatrice alpina francese (n. 1975)
- Marianne Jahn, sciatrice alpina austriaca (Lech, n. 1942 - Zürs, † 2025)
- Marianne Kjørstad, ex sciatrice alpina norvegese (Eid, n. 1970)
- Marianne Mair, ex sciatrice alpina tedesca (n. 1989)
- Marianne Ranner, ex sciatrice alpina austriaca (n. 1953)
- Marianne Reiter, sciatrice alpina austriaca
- Marianne Winge, ex sciatrice alpina norvegese (n. 1974)
- Marianne Zechmeister, ex sciatrice alpina tedesca (Berchtesgaden, n. 1960)

## Scrittrici(7)
- Marianne Baillie, scrittrice, poetessa e viaggiatrice britannica (n. 1788 - Londra, † 1831)
- Marianne Gruber, scrittrice austriaca (Vienna, n. 1944)
- Marianne Adelaide Hedwig Dohm, scrittrice tedesca (Berlino, n. 1831 - Berlino, † 1919)
- Marianne Maidorf, scrittrice tedesca (Barmen, n. 1871)
- Marianne Santini Fabri, scrittrice e poetessa italiana (Bologna, n. 1715 - Bologna, † 1787)
- Marianne Van Hirtum, scrittrice, pittrice e scultrice belga (Namur, n. 1935 - Parigi, † 1988)
- Marianne Wiggins, scrittrice statunitense (Lancaster, n. 1947)

## Sociologhe(1)
- Marianne Weber, sociologa e politica tedesca (Oerlinghausen, n. 1870 - Heidelberg, † 1954)

## Soprani(2)
- Marianne Müller, soprano e attrice teatrale tedesca (Magonza, n. 1772 - Berlino, † 1851)
- Marianne Pousseur, soprano belga (Verviers, n. 1961)

## Storiche(2)
- Marianne Mahn-Lot, storica francese (Fontenay-aux-Roses, n. 1913 - Issy-les-Moulineaux, † 2005)
- Marianne Picard, storica francese (Colmar, n. 1929 - † 2006)

## Tenniste(2)
- Marianne Werdel, ex tennista statunitense (Los Angeles, n. 1967)
- Marianne van der Torre, ex tennista olandese (n. 1961)

## Senza attività specificata(2)
- Janny Brandes-Brilleslijper, olandese (Amsterdam, n. 1916 - Amsterdam, † 2003)
- Marianne von Dalberg, contessa tedesca (Magonza, n. 1745 - Francoforte sul Meno, † 1804)